# Sugador de clitóris
O sugador de clitóris é um brinquedo sexual projetado para proporcionar estimulação direcionada e intensa ao clitóris. Ele não suga literalmente, mas possui um motor que libera ondas de pressão de ar pelo bocal quando encaixado no clitóris. Essa pressão no clitóris aumenta a circulação sanguínea na região, estimulando as mais de 8 mil terminações nervosas presentes no clitóris, levando a orgasmos mais intensos e rápidos.
Os sugadores de clitóris são elogiados por sua capacidade de fornecer um estímulo contínuo, intenso e rápido, levando a sensações de prazer semelhantes ao sexo oral bem feito. Esses brinquedos sexuais têm ganhado popularidade por oferecerem uma experiência poderosa de prazer, sendo considerados um dos sex toys queridinhos do momento.
Em geral estes dispositivos podem ser encontrados em sex shops, mas sua popularização fez com que ficasse disponível em diversas lojas voltadas ao público feminino.

## Criação e desenvolvimento
A história dos sugadores de clitóris remonta ao final do século 19, quando o Dr. George Taylor inventou o primeiro vibrador chamado "The Manipulator" em 1869 para automatizar o tratamento da histeria. Este dispositivo foi o precursor dos modernos sugadores de clitóris, que usam a pressão do ar para estimular o clitóris e proporcionar prazer intenso.
Com o tempo, os sugadores de clitóris evoluíram para oferecer uma pressurização de ar mais suave, estimulando toda a estrutura do clitóris e levando a orgasmos instantâneos e regulares para muitos usuários. Avanços recentes em sugadores de clitóris, combinam força de sucção com vibrações tradicionais, oferecendo uma experiência versátil para os usuários. O aumento na disponibilidade de brinquedos sexuais clitorianos nas últimas décadas reflete uma mudança no sentido de abraçar o prazer feminino e de explorar novas formas de desbloquear os potenciais ocultos da sexualidade feminina sem vergonha ou estigma.

## Tipologia
Existem diferentes tipos de sugadores de clitóris disponíveis no mercado, incluindo modelos com mais de 7 tipos diferentes de sucção e modelos mais potentes ou menos potentes, à prova d'água e controlados por aplicativos.
Alguns modelos são projetados para se disfarçarem e parecerem com animais, como porcos e polvos. O ideal é considerar a qualidade e a marca do produto, sendo recomendados modelos recarregáveis e à prova d'água. Especialistas recomendam começar devagar e conhecer o seu corpo ao usar um sugador de clitóris pela primeira vez.